# 娜塔莎·莫里森
娜塔莎·莫里森（英語：Natasha Morrison，1992年11月17日—），牙買加田徑運動員，她代表牙買加隊參加了日本舉行的2020年夏季奧林匹克運動會，並且在女子4×100米接力比賽上獲得金牌。